# Hobe Sound
Hobe Sound és una concentració de població designada pel cens dels Estats Units a l'estat de Florida. Segons el cens del 2000 tenia 11.376 habitants.

## Demografia
Segons el cens del 2000, Hobe Sound tenia 11.376 habitants, 5.176 habitatges, i 3.266 famílies. La densitat de població era de 804,5 habitants/km².
Dels 5.176 habitatges en un 18,7% hi vivien nens de menys de 18 anys, en un 54,1% hi vivien parelles casades, en un 6,4% dones solteres, i en un 36,9% no eren unitats familiars. En el 31,2% dels habitatges hi vivien persones soles el 17% de les quals corresponia a persones de 65 anys o més que vivien soles. El nombre mitjà de persones vivint en cada habitatge era de 2,14 i el nombre mitjà de persones que vivien en cada família era de 2,66.
Per edats la població es repartia de la següent manera: un 16,8% tenia menys de 18 anys, un 4,8% entre 18 i 24, un 20,5% entre 25 i 44, un 24,9% de 45 a 60 i un 33% 65 anys o més.
L'edat mediana era de 51 anys. Per cada 100 dones de 18 o més anys hi havia 90,6 homes.
La renda mediana per habitatge era de 36.541 $ i la renda mediana per família de 45.412 $. Els homes tenien una renda mediana de 36.943 $ mentre que les dones 27.773 $. La renda per capita de la població era de 21.603 $. Entorn del 3,7% de les famílies i el 5,5% de la població estaven per davall del llindar de pobresa.

## Poblacions més properes
El següent diagrama mostra les poblacions més properes.